# Entomoplasmatales
Entomoplasmatales es un pequeño orden de bacterias de la clase Mollicutes, que incluye el notable género Spiroplasma.
- Datos: Q676427
- Multimedia: Entomoplasmatales / Q676427
- Especies: Entomoplasmatales